# Hip-hop aux États-Unis
 (août 2017).
Si vous disposez d'ouvrages ou d'articles de référence ou si vous connaissez des sites web de qualité traitant du thème abordé ici, merci de compléter l'article en donnant les références utiles à sa vérifiabilité et en les liant à la section « Notes et références ».
L'histoire du hip-hop aux États-Unis est liée de près à celle du hip-hop en général, puisque c'est de ce pays qu'il provient.

## Histoire

### New York
L'arrivée du hip-hop à New York a lieu en 1982 lorsque Kool Lady Blue, manager de la première troupe de breakdance Rock Steady Crew, invite des DJ comme Afrika Bambaataa ou Grand Mixer DXT, des MCs, des graffeurs et des punk rockers dans un club jamaïcain de l'East Village, le Negril, puis après sa fermeture par les pompiers car il était devenu trop petit, au Roxy.
En 1993, le rap tout entier est tourné vers la Californie et ses affaires de gunfights (fusillades) lorsque New York entre en scène avec l'excellent album Enter the Wu-Tang du Wu-Tang Clan. Ce groupe, qui fait partie d'un ensemble de neuf rappeurs mené par le producteur RZA, est devenu célèbre en utilisant une imagerie issue des films de kung fu.
L'année suivante, le jeune Nas de Queensbridge enregistre Illmatic, un autre album mythique qui fédère les meilleurs producteurs new-yorkais d'alors : DJ Premier de la Gang Starr Fondation, Q-Tip des Native Tongues (ensemble pacifique réunissant des disciples d'Afrika Bambaataa), Large Professor et Pete Rock.

### Affaires
Le hip-hop déçoit et se meurt, mais le rap continue de vendre. À l'Est comme à l'Ouest, on découvre qu'on peut devenir très riche en faisant danser. C'est ainsi que Jay-Z a fait une carrière fulgurante. C'est de nouveau l'Ouest qui attire l'attention avec le retour d'un ancien de NWA, Dr. Dre. Après avoir sorti en 1992 l'album The Chronic, très bien accueilli, il propulse les carrières de Snoop Dogg, Xzibit, Eminem ou encore plus récemment de 50 Cent et de The Game.

### Rivalités
La rivalité entre rappeurs la plus célèbre, et la plus tragique, est probablement celle ayant opposé la East Coast du label Bad Boy à la West Coast de Death Row durant les années 1990.
L'origine de cette rivalité fut probablement la jalousie des New-Yorkais, fondateurs du rap, devant le succès rencontré par leurs homologues Californiens au début des années 1990, notamment celui de Dr. Dre avec The Chronic puis de Snoop Doggy Dogg avec Doggystyle. Il ressort néanmoins de certaines sources sérieuses[Lesquelles ?], que ce clash artistico-géographique aurait été entretenu, notamment dans sa forme médiatisée, par les services politiques administratifs américains tel le FBI, se plaisant à y voir une source potentielle de divisions entre les Noirs américains.[réf. nécessaire] Soit, cette rivalité était symbolisée par deux rappeurs, Notorious B.I.G. et 2Pac, mais avant tout par deux producteurs cupides, Puff Daddy et Suge Knight. Au début de leurs carrières, « Biggie » et Tupac s'appréciaient mutuellement et étaient assez proches, mais l'évènement déclencheur de leur rivalité fut la tentative d'assassinat de Tupac au studio Quad de New York le 30 novembre 1994 où des rumeurs circulèrent sur la participation de Bad Boy. 
Cette inimitié a escaladé après que Suge Knight a déclaré en août 1995 devant une pléiade de chanteurs : « si vous ne voulez pas que votre manager soit sur vos albums ou dans vos clips, venez chez Death Row », référence à l'omniprésence de Puff Daddy sur les morceaux de ses protégés. La situation dégénéra ensuite avec le meurtre lors d'une fête, d'un proche de Suge Knight, ce dernier accusant Bad Boy d'être responsable. Puis en 1996 lorsque Tupac enregistra Hit 'Em Up où il déclare avoir eu des relations sexuelles avec l'épouse de Biggie, Faith Evans. Biggie répondit sur le morceau Brooklyn's Finest de Jay-Z. En mars 1996, aux Soul Train Awards de Miami, il y eut une confrontation entre les entourages respectifs de Bad Boy et de Death Row lors de laquelle des pistolets furent sortis, et la bataille autrefois lyrique dériva peu à peu.
Le 7 septembre 1996, Tupac Amaru Shakur reçut plusieurs balles lors d'un drive-by shooting à Las Vegas, mourant six jours plus tard. Le 9 mars 1997, Biggie Smalls fut assassiné à Los Angeles. Les deux meurtres demeurent non résolus, conduisant de nombreux fans à remettre en cause leurs morts.

### Survie du rap conscient
- Si vous ne connaissez pas le sujet, laissez ce bandeau (vous pouvez alors contacter les auteurs).
- Si vous supprimez le contenu mis en cause (vous pouvez préalablement contacter les auteurs),

argumentez précisément cette suppression dans la page de discussion
(un manque de référence n'est pas un argument ; une recherche réelle de référence doit avoir été effectuée, être formellement documentée).
Face aux majors, ce sont des petites structures, labels indépendants ou crews, qui font aussi vivre le rap aujourd'hui. Le label le plus symbolique de cette résistance fut Rawkus qui réunit de 1995 à 2000 des artistes mythiques comme Company Flow ou Talib Kweli. Après avoir déposé le bilan, Rawkus a été renfloué et existe toujours, mais n'est plus que l'ombre de lui-même. Mais ce label rayonne encore aujourd'hui puisqu'on lui doit la découverte des Soulquarians (même si un seul Soulquarian a effectivement signé chez Rawkus : Mos Def), un crew de chanteurs et de rappeurs dont il faut surtout retenir Questlove et ses Roots ainsi que le couple Common - Erykah Badu.
De Rawkus est aussi issu le label Definitive Jux, créé par les membres démissionnaires de Company Flow. Ce label est centré sur le producteur El-P et ses compositions d'avant-garde, sinistres et synthétiques (voir hip-hop expérimental). Ces petites structures feront aussi vivre le rap et offrent une alternative au rap labellisé « MTV », trop commercial pour certains - par exemple les labels Galapagos 4 de Chicago et Big Dada de Londres.
Il faut néanmoins noter que beaucoup d'artistes « de rue » considèrent cette facette alternative du rap comme étant l'aspect le plus « bourgeois » et abstrait de cette musique qui puise originellement son inspiration dans la réalité concrète des bas-fonds. Ce qui d'ailleurs n'empêche pas la politisation ni l'aspect conscient de cet art. Des groupes comme Dead Prez, The Coup, des MC's comme Saigon, ou dans un registre francophone, comme La Rumeur ou Kalash en sont les preuves vivantes et actives.